# Minle (köpinghuvudort i Kina, Hunan Sheng, lat 28,39, long 109,30)
Minle (kinesiska: 民乐, 民乐镇) är en köpinghuvudort i Kina. Den ligger i provinsen Hunan, i den södra delen av landet, omkring 360 kilometer väster om provinshuvudstaden Changsha. Antalet invånare är 15 739. Befolkningen består av 7 696 kvinnor och 8 043 män. Barn under 15 år utgör 22,0 %, vuxna 15-64 år 69 %, och äldre över 65 år 8,0 %.
Runt Minle är det ganska tätbefolkat, med 230 invånare per kvadratkilometer. Närmaste större samhälle är Huangban, 19,9 km sydväst om Minle. I omgivningarna runt Minle växer i huvudsak blandskog.
Genomsnittlig årsnederbörd är 1 719 millimeter. Den regnigaste månaden är maj, med i genomsnitt 303 mm nederbörd, och den torraste är december, med 32 mm nederbörd.